# روبیدیم سولفید
روبیدیم سولفید یک ترکیب معدنی و نمکی با فرمول شیمیایی Rb 2 S است. این ماده یک جامد سفید رنگ با خواص مشابه سایر سولفیدهای فلزهای قلیایی است.

## روش تولید
با حل شدن سولفید هیدروژن در محلول روبیدیم هیدروکسید ابتدا روبیدیم بی‌سولفید و به دنبال آن روبیدیم سولفید تولید می‌شود.
{\displaystyle \mathrm {RbOH+H_{2}S\longrightarrow RbHS+H_{2}O} }
{\displaystyle \mathrm {RbHS+RbOH\longrightarrow Rb_{2}S+H_{2}O} }

## خواص

### مشخصات فیزیکی
روبیدیم سولفید دارای کریستال مکعبی شبیه سولفید لیتیم، سدیم سولفید و پتاسیم سولفید است که به عنوان ساختار ضد فلوریت شناخته می‌شوند. گروه‌های فضایی آنها  {\displaystyle Fm{\bar {3}}m} هستند. روبیدیم سولفید دارای ابعاد واحد شبکه شبکه کریستالی ۷۶۵.۰ پیکومتر است.

### خواص شیمیایی
روبیدیم سولفید با گوگرد موجود در گاز هیدروژن واکنش داده و روبیدیم پنتاسولفید را تشکیل می‌دهد.Rb 2 S 5 